# Errai (EP)
Errai è il terzo EP del gruppo musicale britannico Tesseract, pubblicato il 16 settembre 2016 dalla Kscope.

## Descrizione
Contiene quattro rifacimenti in chiave acustica di altrettanti brani originariamente pubblicati nel terzo album in studio Polaris, uscito l'anno precedente. Riguardante la pubblicazione, il frontman Daniel Tompkins ha dichiarato: 
La pubblicazione è stata anticipata a luglio dal rifacimento di Survival, pubblicato per il download digitale a luglio, ed è stata resa disponibile in formato vinile e per il download digitale, venendo inoltre inclusa nella riedizione di Polaris come CD bonus.

## Tracce
Testi di Daniel Tompkins, musiche di Acle Kahney e Aidan O'Brien.
1. Survival – 4:02
2. Cages – 4:11
3. Tourniquet – 6:23
4. Seven Names – 4:21

## Formazione
Gruppo
- Daniel Tompkins – voce
- Acle Kahney – strumentazione

Altri musicisti
- Aidan O'Brien – strumentazione

Produzione
- Acle Kahney, Aidan O'Brien – produzione